# Launch escape test
Een launch escape test of launch abort test is een test waarbij het ontsnappingssysteem met de ontsnappingsmotoren van een ruimteschip zich moeten bewijzen. Deze moeten zeer snel een ruimteschip op veilige afstand van een exploderende raket kunnen brengen.
Er bestaan twee typen launch abort tests: 
1. de pad abort test vanuit een statische situatie
2. de in-flight abort test vanaf een versnellende draagraket bij maximale dynamische druk.

## Types

### Pad abort test
Een pad abort test (letterlijk "platformafbreektest") is een testvlucht waarbij wordt bewezen dat een ruimtecapsule met zijn launch escape system (LES) in staat is met voldoende snelheid en reactiesnelheid van een exploderende, stilstaande raket te kunnen ontsnappen. Hiervoor worden vaak prototypes van ruimtecapsules gebruikt die qua aerodynamica en massa overeenkomen met het eindproduct. Deze zogenaamde boilerplate wordt ook niet op een daadwerkelijke draagraket geplaatst, maar alleen op een ring of blok die de bovenkant van de draagraket simuleert. Dat gebeurt inclusief de adapter die de capsule vasthoudt tijdens een normale vlucht.
De capsule krijgt vervolgens een gesimuleerd anomaliesignaal aangeleverd, ontsteekt automatisch zijn ontsnappingsmotoren en vliegt in enkele seconden met een hoge versnelling weg. Vervolgens moet de capsule door parachutes gestabiliseerd worden, waarna de landingsparachutes moeten uitklappen en moeten aantonen dat de capsule veilig op een veilige afstand op de grond of in het water kan landen.

### In-flight abort test
Tijdens een in-flight abort test (ook wel ascent abort test) wordt een ruimteschip op een draagraket geplaatst. Deze stijgt op en versnelt door de atmosfeer. De som van de tegendruk van de atmosfeer en de kracht van de versnelling die op de capsule werken wordt dynamische druk genoemd. Wanneer deze maximaal is wordt het punt max q bereikt. Dit is over het algemeen het ideale moment om de test uit te voeren. Want als een capsule bij max q in staat is om los te komen van de booster en op veilige afstand kan komen, dan is dit tijdens de gehele lancering mogelijk.

## Voorbeelden

### Mercury

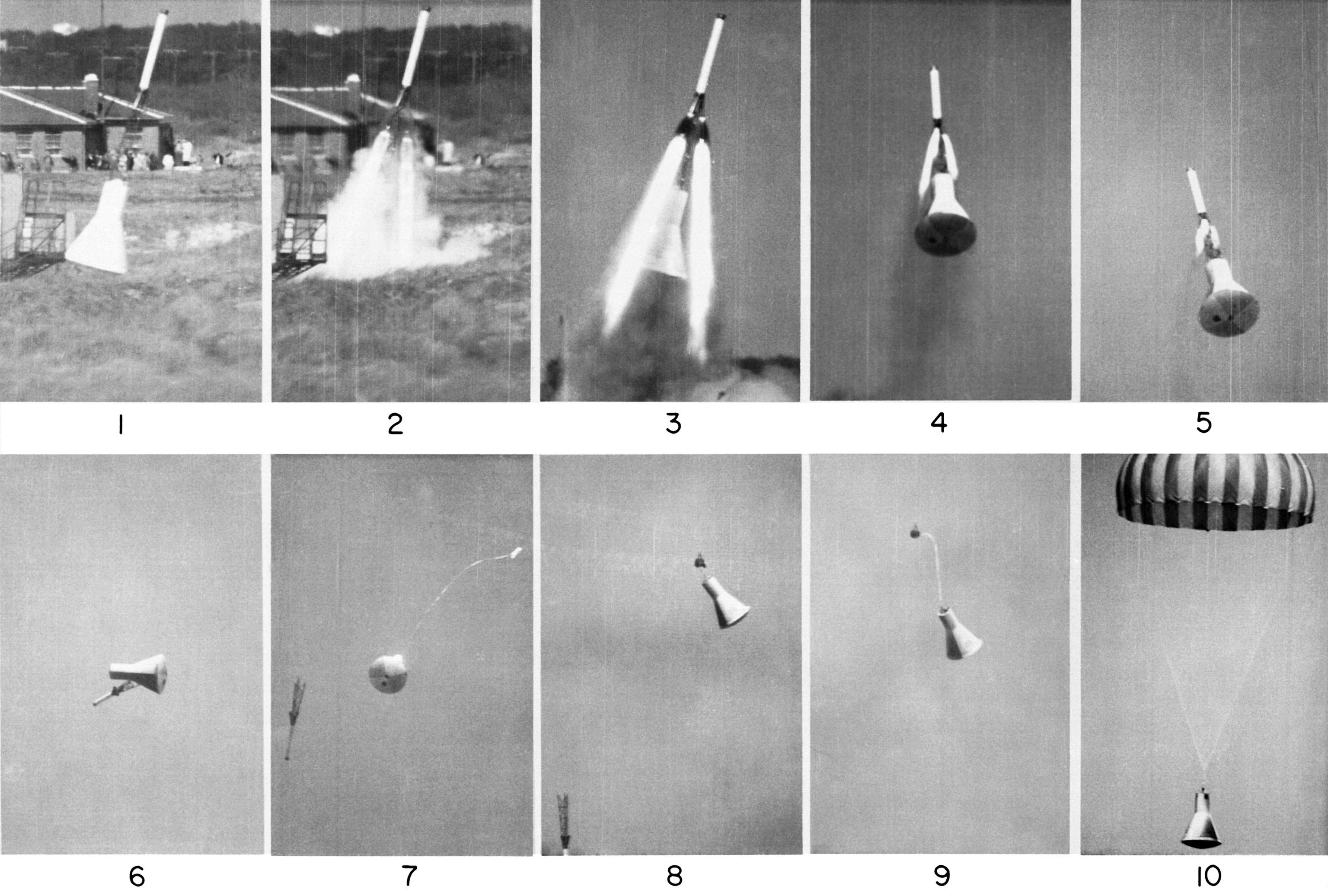
Pad abort test van een Mercury-boilerplate.

NASA's Mercurycapsule is meermaals aan een pad abort test onderworpen. Twee van deze tests waren succesvol. Ze vonden plaats op 22 en 28 juli 1959. De laatste vond plaats vanaf een daadwerkelijke testraket (Little Joe) waarbij meer instrumentarium aanwezig was om vibraties en geluidsdruk te meten.

### Apollo

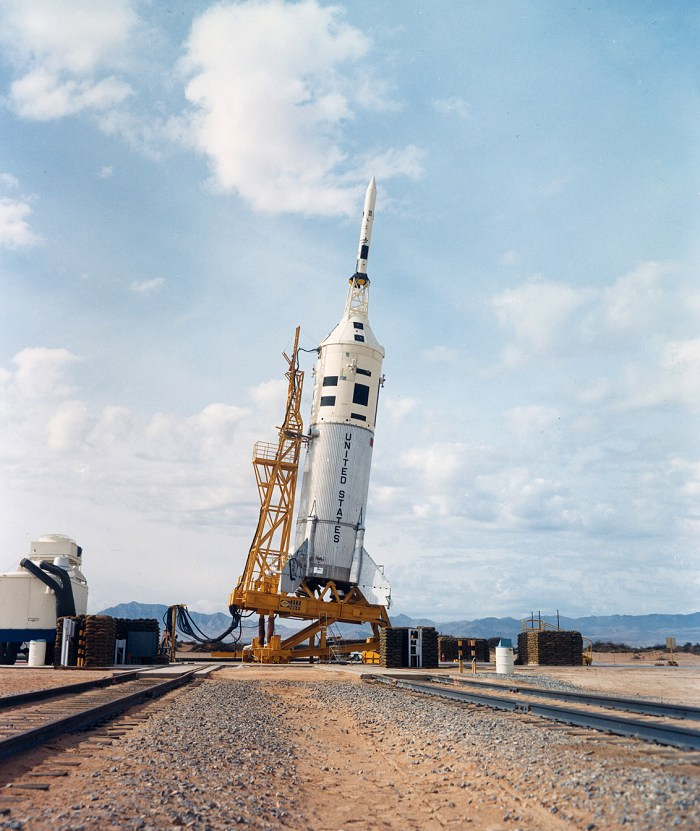
Little Joe II met een Apollo-testartikel

Voor de Apollo command module van het Apolloprogramma werd tweemaal een pad abort test met een boilerplate-versie uitgevoerd. Bij de eerste vlucht op 1963 bewees de escapemotor zich evenals de landingsparachutes. Naderhand bleek dat er nogal wat roet van de ontsnappingsmotor op de boilerplate was gekomen.
Bij een tweede pad abort test in 1965 waren er geen problemen met roetaanslag.
Voor de Apollo CSM werden vier in-flight abort tests uitgevoerd op Little Joe II-raketten die voor dit doeleinde waren ontwikkeld. De tests werden op verschillende hoogtes en snelheden uitgevoerd. 
De derde lancering ging niet als gepland. De raket begon ongecontroleerd hard om zijn as te draaien waardoor deze uit elkaar viel en explodeerde. Het ontsnappingssysteem werd hierdoor geactiveerd en bleek perfect te werken.
Voor de meeste abort-tests werden massasimulators gebruikt,
Bij de vierde in-flight abort test werd voor het eerst een echte Apollo CSM gelanceerd.

### Orion

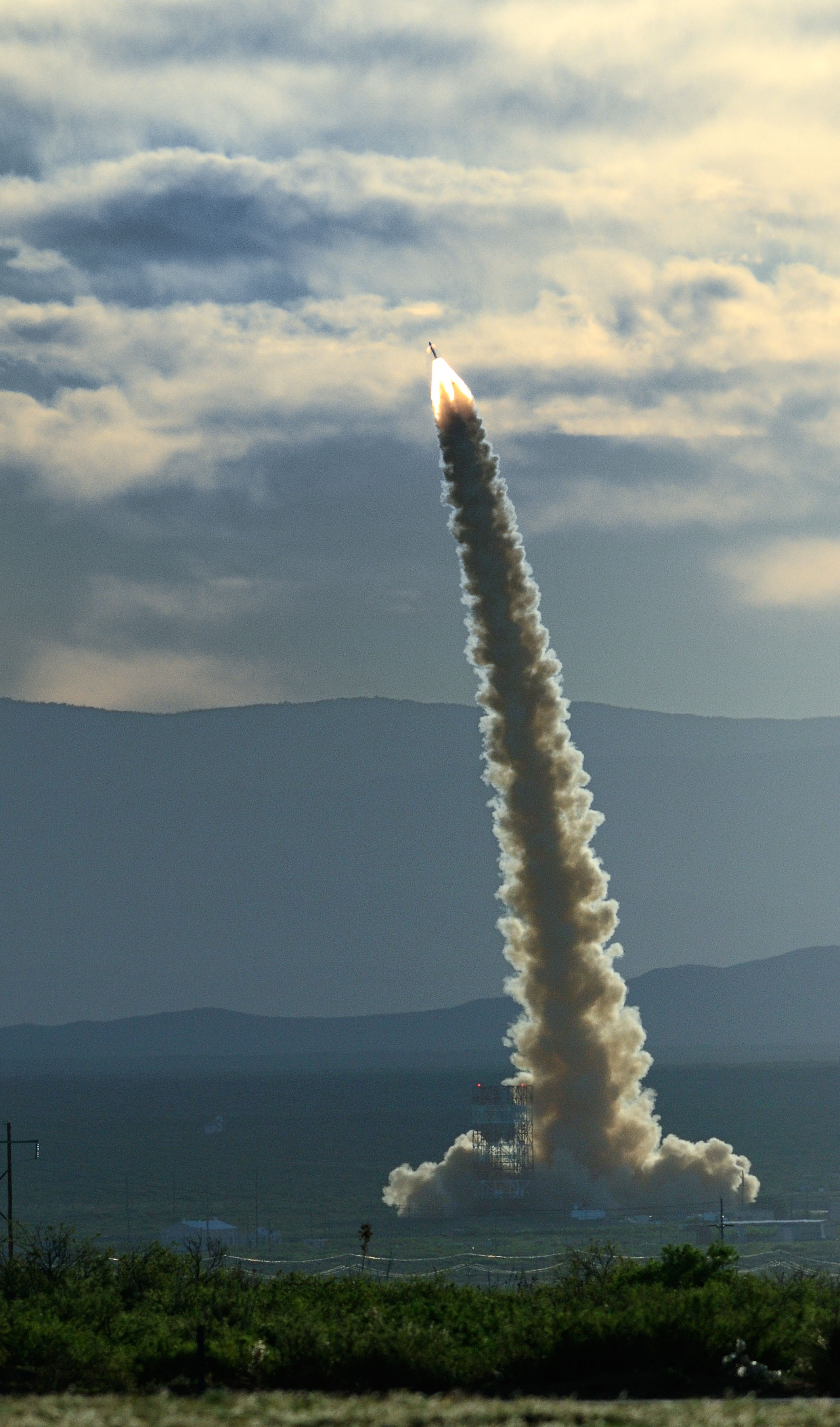
Orion Pad abort 1 op de White Sands missile range

Op 6 mei 2010 werd op de White Sands Missile Range een pad abort test met een boilerplate van de Orion-capsule zonder problemen uitgevoerd. De vlucht werd Pad Abort-1 (PA-1) genoemd.

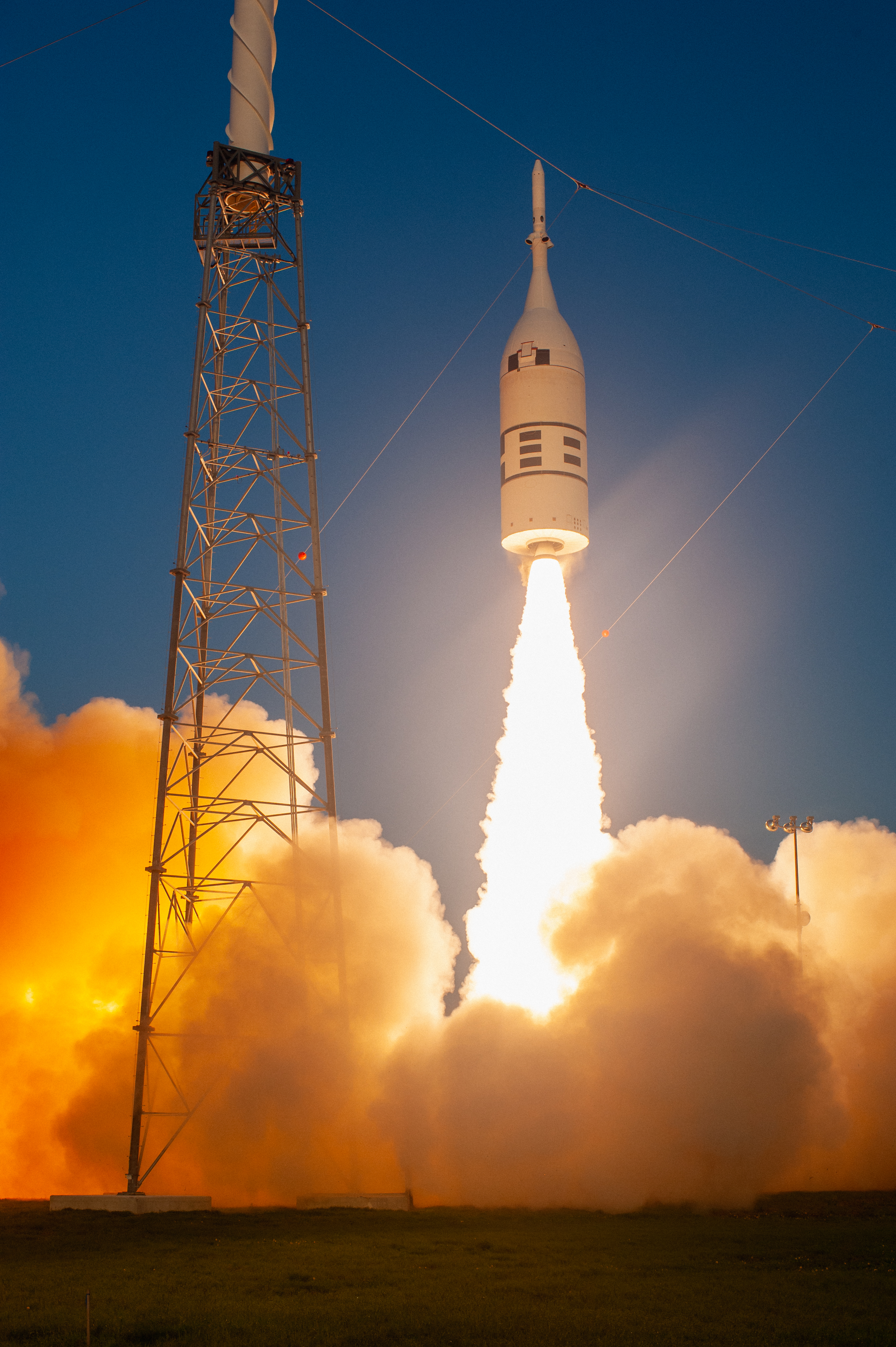
De lancering van de ATB met de Orion-testcapsule

2 juli 2019 werd een in-flight abort test uitgevoerd. Voor deze testvlucht had Northrop Grumman Innovation Systems een SR118-rakettrap aangepast. De SR118 is van oorsprong de eerste trap van de Peacekeeper, een voormalige ICBM. De in-flight abort test werd vanaf Cape Canaveral LC-46 uitgevoerd. Na 55 seconden werd de boilerplate-Orion van de booster weggetrokken. Deze Orion-simulator was niet met parachutes uitgerust en zou in zee storten en zinken. De parachutes waren reeds goed getest bij 41 droptests. Voor het moment van impact werden 12 datarecorders afgeworpen zodat ze uit de oceaan konden worden gevist. Deze testvlucht werd Ascent Abort-2 genoemd. Vanaf LC-46 worden ook Minotaurs die ook uit Peacekeeper-onderdelen zijn opgebouwd gelanceerd.

### New Shepard
De New Shepard heeft een pusher-ontsnappingsmotor, oftewel de motor zit aan de onderkant van de capsule en duwt deze dus weg van de raket.
Met de New Shepard-capsule voerde Blue Origin in oktober 2012 een pad abort test-vlucht uit.
In oktober 2016 werd een eerste in-flight abort test uitgevoerd bij Max-Q. Hoewel de kans groot was dat de booster door de escapemotor of de veranderde aerodynamica beschadigd zou worden, werd deze herbruikbare raket veilig op de grond gezet.
Op 18 juli 2018 werd met succes een in-flight abort test kort na afkoppeling van de raket in de bovenste atmosfeer uitgevoerd.

### Dragon 2

#### Pad abort

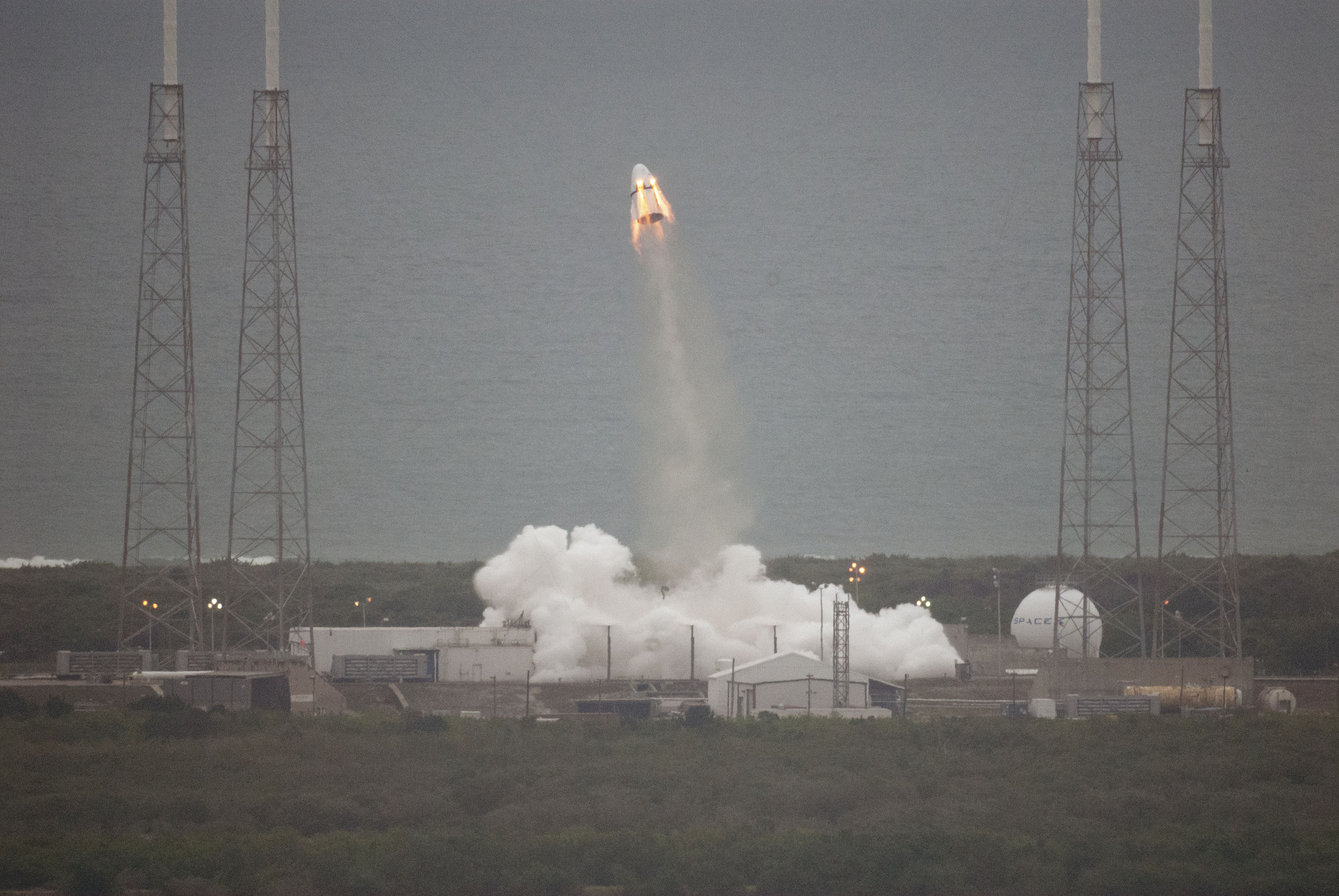
Dragon Pad Abort-test

Op 6 mei 2015 vond een pad abort test met een prototype SpaceX' Dragon 2 genaamd Dragonfly plaats vanaf Cape Canaveral Air Force Station Lanceercomplex SLC-40. De acht SuperDraco’s, hypergolische motoren die aan de zijkant van de Dragon zitten, vuurden gedurende vijf seconden. Op het hoogste punt werd de “kofferbak” afgestoten. Hierna werden de stabilisatieparachutes uitgeklapt gevolgd door de landingsparachutes. 99 seconden later landde de Dragonfly enkele honderden meters verderop in de Atlantische oceaan. 
De Dragon is samen met de gelijktijdig ontwikkelde Boeing Starliner het eerste ruimtevaartuig dat vloeibare brandstoffen voor de ontsnappingsmotoren gebruikt.

#### In-flight abort
SpaceX was van plan in juni 2019 een in-flight abort test uit te voeren. Tijdens een voorbereidende test op 20 april 2019 explodeerde echter de hiervoor geselecteerde capsule C201 die eerder voor testvlucht SpX-DM1 werd gebruikt. Daarom werd Dragon C205 hiervoor gebruikt. De test vond plaats op 19 januari 2020.
Voor de in-flight abort test werd een aangepaste Falcon 9 gebruikt. De tweede trap bevatte geen motor maar was wel volledig getankt. Na zo’n 90 seconden werden de motoren uitgeschakeld om het uitvallen van de motoren te simuleren. Dit activeerde het Launch Escape System en de Dragon werd door de ontsnappingsmotoren weggeduwd van de raket. De normaliter herbruikbare booster explodeerde doordat de niet langer aerodynamische zijnde top van de raket een flinke klap van de atmosfeer kreeg toen de Dragon er vanaf vloog. Dat werd bij voorbaat al verwacht. Een poging tot landing werd dan ook niet ondernomen en er was daarom geen landingsgestel aanwezig. De boostertrap die werd gebruikt was booster B1046 die reeds drie maal eerder vloog.
Lange tijd wilde SpaceX de ontsnappingsmotoren van de Dragon 2 wanneer ze niet gebruikt worden om een lancering af te breken als retroraketten voor een propulsieve landing gebruiken. Dit plan werd in 2017 om veiligheidsredenen geannuleerd.

### Starliner
Ook de Boeing Starliner heeft een pad abort test ondergaan. De Starliner heeft als LES een aantal door Aerojet Rocketdyne vervaardigde pusher-motoren (type RS-88) onderaan de servicemodule. De test werd uitgevoerd op 4 november 2019 op de White Sands Missile Range in New Mexico. Tijdens de test klapte een van de drie landingsparachutes niet uit. Hoewel het parachutesysteem is ontworpen om ook met twee parachutes veilig te landen moest dit voorval wel onderzocht worden. 
Binnen enkele dagen was duidelijk dat de bevestigingsring waarmee een van de kleine stabilisatieparachutes aan een van de hoofdparachutes was bevestigd niet goed was dichtgeschroefd waardoor deze losraakte en de hoofdparachute niet uit zijn koof werd getrokken. Dit was een menselijke fout en geen ontwerpfout. De sluiting van de betreffende ringen zal voortaan extra worden gecontroleerd.
Een in-flight abort test is niet vereist voor NASA’s Commercial Crew-programma en anders dan SpaceX heeft Boeing deze niet ingepland.

### Dream Chaser
Ook de bemande versie van de Dream Chaser mini-Space shuttle zal met pusher-escape-motoren worden uitgerust. Wanneer deze getest zullen worden is onbekend.

### Gaganyaan
De Indian Human Spaceflight Caspsule die door de ISRO wordt ontwikkeld en inmiddels Gaganyaan is gedoopt, heeft op 5 juli 2018 met gedeeltelijk succes een pad abort test ondergaan. De parachutes werden echter iets te vroeg afgekoppeld waardoor de testcapsule de laatste meters viel en hard op het water klapte. Op 21 oktober 2023 werd een succesvolle in-flight abort test met de naam Gaganyaan TV-D1 uitgevoerd. Hiervoor werd een gemodificeerde GLSV mkII als lanceertuig gebruikt.

### Orjol
De Russische Orjol-capsule, de beoogde opvolger van de Sojoez die voortkomt uit het Federatia-programma, moet volgens de planning van juni 2020 in 2023 een pad abort test ondergaan.

### Mengzhou
Op 16 juni 2025 onderging de Chinese Mengzhou-capsule een pad-abort test.

## Alternatieve ontsnappingsmogelijkheden
Behalve de ontsnappingsmotoren zijn lanceercomplexen vaak ook uitgerust met meerdere tokkelbanen vanuit de lanceertoren. Deze kunnen worden gebruikt voor situaties waarbij de ontsnappingsmotoren niet functioneel zijn zoals een probleem met de bemanningsmodule zelf. Bij de Spaceshuttle was dit zelfs de enige ontsnappingsmogelijkheid aangezien deze geen ontsnappingsmotoren had. Ruimtevaarders worden in de voorbereiding op hun vlucht getraind in het gebruik van de tokkelbaan.